# Buritama
Buritama es un municipio brasileño del estado de São Paulo. Se localiza a una latitud 21,07 sur y a una longitud 50,15 oeste. Su población estimada en 2004 era de 14.412 habitantes.

## Demografía
Datos del Censo - 2000
Población Total: 13.854
- Urbana: 12.635
- Rural: 1.219
- Hombres: 6.887
- Mujeres: 6.967

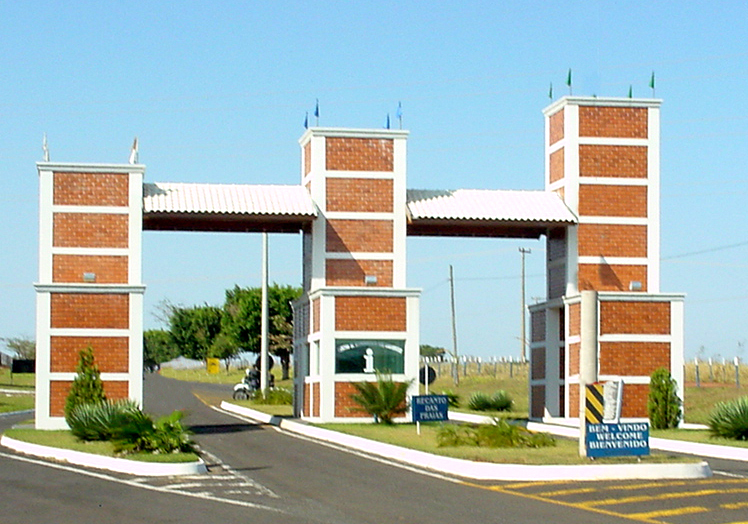
Portal de Buritama.

- Densidad demográfica (hab./km²): 42,42
- Mortalidad infantil hasta un año (por mil): 12,58
- Expectativa de vida (años): 73,08
- Tasa de fertilidad (hijos por mujer): 2,18
- Tasa de Alfabetización: 87,66%
- Índice de Desarrollo Humano (IDH-M): 0,790
- IDH-M Salario: 0,719
- IDH-M Longevidad: 0,801
- IDH-M Educación: 0,851

(Fuente: IPEAFecha)

## Hidrografía
- Río Tietê
- Arroyo Santa Bárbara
- Río Palmeras